# 풍아익
《풍아익》(風雅翼)은 대한민국 전라남도 장흥군 안양면 기양사(岐陽祠)에 있는 조선시대의 책이다. 2010년 10월 25일 대한민국의 보물 제1664호로 지정되었다.

## 개요
이 책은 세종 24년(1442)에 초주갑인자로 인출 간행된 것을 명종 8년(1553)에 다시 조달하여 간행한 책을 홍문정자이던 백광홍에게 하사된 책으로 세종연간에 주조된 초주갑인자본 완질(10책)으로서는 한국에서 유일한 전존본이다.

## 보물 지정사유
이 책의 편저자 유리(劉履)는 주자를 숭배하는 학자로 주자의 뜻에 따라 《문선》에 수록된 시에서 212편, 도연명(陶淵明)의 시집을 비롯한 여타 서적에서 34수, 도합 246편의 시를 8권으로 편집하여 《선시보주》(選詩補注)라 하였고, 요순(堯舜)이래 진(晉) 대에 이르는 옛 가요 42수를 뽑아 2권의 《선시보유》(選詩補遺)를 엮었다. 이어서 당송(唐宋)시대 시인 13명의 시 132수를 뽑아 《당시속편》(選詩續編) 5권을 엮었다. 이 세 책에는 기존의 주석을 참고하고 부족한 부분은 자신의 의견으로 주석을 달고 이를 보주(補注)라 하였는데, 주석의 체재는 주자가 시경(詩經)의 집전(集傳)을 편찬한 방식을 따랐다.
이들 3편 15권(420편)은 인간의 성정 도야에 있어서 시경의 보조적인 역할을 할 수 있다는 점에서 이들을 묶어서 "시경의 나래(보조)"라는 뜻인 《풍아익》(風雅翼)으로 명명하였다.
문학을 너무 철학적으로 해설한 점에서 후대의 평가는 높지 않지만 성리학이 학문과 정치의 중심이었던 조선시기에는 중요한 시학(詩學) 교과서로 기능하면서 널리 읽혀졌고, 중국은 물론 조선에서도 여러 차례 간행되었다.
제15권 말에는 주자발(鑄字跋) 3편(권근(權近)의 계미자(癸未字) 주자발, 변계량(卞季良)의 경자자(庚子字) 주자발, 김빈(金鑌)의 갑인자(甲寅字) 주자발)과 함께 정통 7년(正統七年)(1442) 육월일인출(六月日印出)이라는 기사가 있다. 그러나 이 책은 초주갑인자로 인출된 책이기는 하지만 판면을 살펴보면 보자(補字)가 다수 혼입되어 있는 점으로 보아 이 기록보다 뒤인 내사기에 기록된 1553년 경에 인출된 책으로 판단된다.
조선 전기에 금속활자로 간행된 서적 중 규모가 방대하고 시학(詩學)의 교과서적인 역할을 담당한 점에서 시문학의 연구 및 도서 출판사 연구에 중요한 자료가 된다. 아울러 국내에 전존하는 유일한 완질본이다.

## 같이 보기
- 유리
- 도연명
- 주자
- 《시경》
- 백광홍

## 참고 자료
- 풍아익 - 국가유산청 국가유산포털